# Bobby Bowman
Bobby Bowman (14 september 1981) is een Amerikaans acteur. Zijn artiestennaam is BooG!e. Zijn bekendste rol is die van winkelmanager T-Bo in iCarly.

## Filmografie
- iCarly (2009-2012)
- House M.D. (2008)
- Step Up 2: The Streets (2008)
- Universal Remote (2007)
- Andy Barker, P.I. (2007)
- Cribs (2005)
- The Wade Robson Project (2003)